# Damerower See
Der Damerower See liegt in der Sternberger Seenlandschaft, östlich von Goldberg im Landkreis Ludwigslust-Parchim in Mecklenburg-Vorpommern. Er wird von der Mildenitz durchflossen. Der See ist sehr flach, die durchschnittliche Tiefe beträgt 2,0 Meter. Er liegt in einer naturbelassenen Landschaft im Naturpark Nossentiner/Schwinzer Heide. Fast das gesamte Seeufer ist bewaldet und fast gänzlich von einem Schilfgürtel umgeben. Als Badegewässer ist er kaum geeignet, lediglich im Bereich des Neu Damerower Ufers befindet sich ein Herrenhaus mit einer nichtöffentlichen Badestelle.
Der Damerower See bildete früher mit dem Poseriner See ein zusammenhängendes Gewässer. Im Rahmen von Wasserregulierungsmaßnahmen in den Jahren 1853 bis 1857 entstand durch Graben des Mildenitzkanals durch den Großen Serrahn zwischen beiden Seen eine Landbrücke, auf der sich heute der Neu Poseriner Ortsteil Neu Damerow, die Bundesstraße 192 und die Bahnstrecke Wismar–Karow befinden. Die Absenkung des Wasserstandes um etwa einen halben Meter führte zu einer Landgewinnung für das Rittergut von gut 65 Hektar, die für den Anbau der Schwarzerle als Pionierbaumart auf den neuen 0.2-Standorten geeignet waren. Die Erlenbruchwälder auf den heutigen Uferterrassen rund um den See sollen im Rahmen eines Projektes zum Klimaschutz durch Moorbodenschutz und Wiedervernässung im benachbarten Niedermoorgebiet Großer und Kleiner Serrahn gleichfalls mit teilwiedervernässt werden.